# Grand Boulevard (Chicago)

Situation de Grand Boulevard dans la ville de Chicago

Grand Boulevard est l'un des 77 secteurs communautaires de la ville de Chicago aux États-Unis. 